# Dordt in Stoom

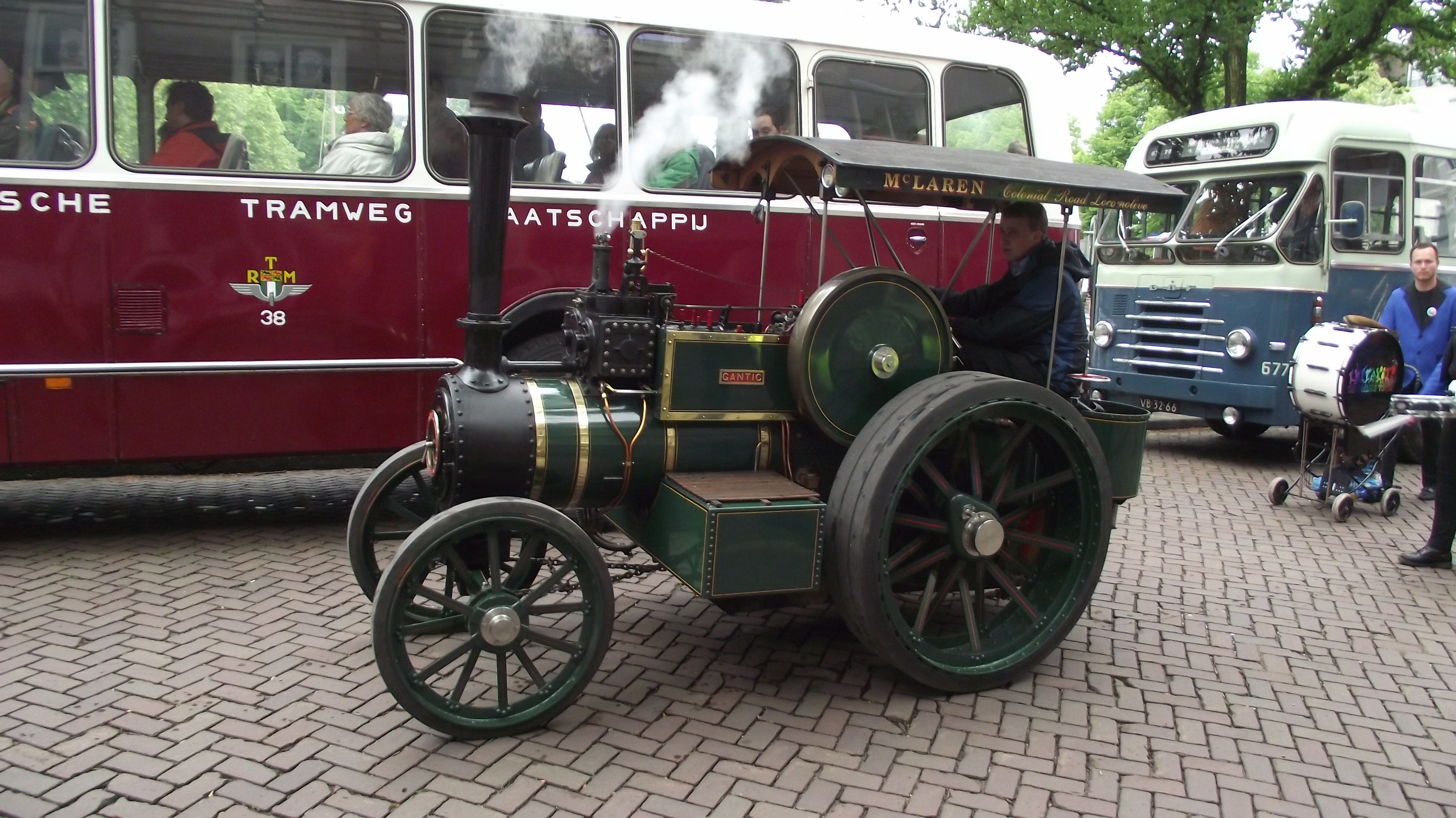
Optocht tijdens Dordt in Stoom (2012)

Dordt in Stoom is een driedaags Nederlands evenement dat om het jaar in mei plaatsvindt in de binnenstad van Dordrecht en andere delen van het Eiland van Dordrecht. Het evenement wordt georganiseerd door de stichting Dordt in Stoom met de medewerking van een grote groep vrijwilligers en sponsors.
Tijdens het evenement zijn veel stoommachines in actie te zien, zoals stoomschepen, stoomtreinen, stoomauto's, stoomcarrousels, stoomwalsen, stoomtractoren. De stoommachines zijn afkomstig uit particuliere verzamelingen, stichtingen en musea uit binnen- en buitenland. Dordt in Stoom werd voor het eerst in 1985 gehouden en keert sinds de tweede editie in 1986 op ieder even jaartal in mei terug. In 2010 bezochten ongeveer 215.000 mensen het evenement.
De toegang tot het evenement is gratis. Voor reizen met de stoomtrein, tochten met stoomboten en bezoeken aan de modelbouwshow zijn kaartjes te koop. Ook is er een busdienst met oude stadsbussen van de Stichting Veteraan Autobussen van/naar het centrum van Dordrecht bij de kade naar/van het spoorwegstation. Ook is het mogelijk een kaart aan te schaffen voor één dag onbeperkt reizen met alle vervoermiddelen van het stoomevenement en het bezichtigen van alle schepen en shows.

## Galerij

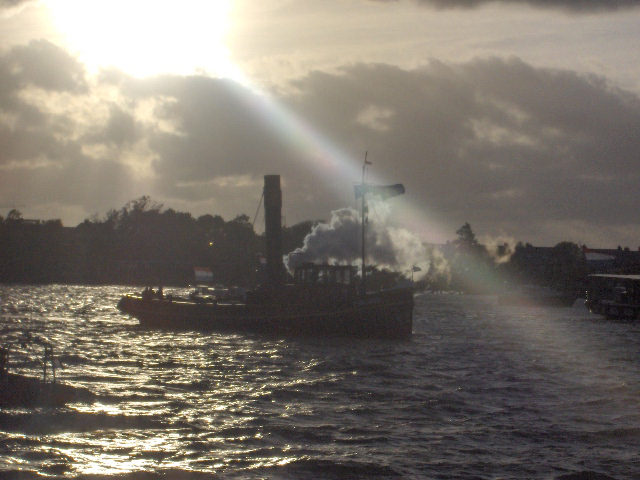
Een stoomboot (2006)
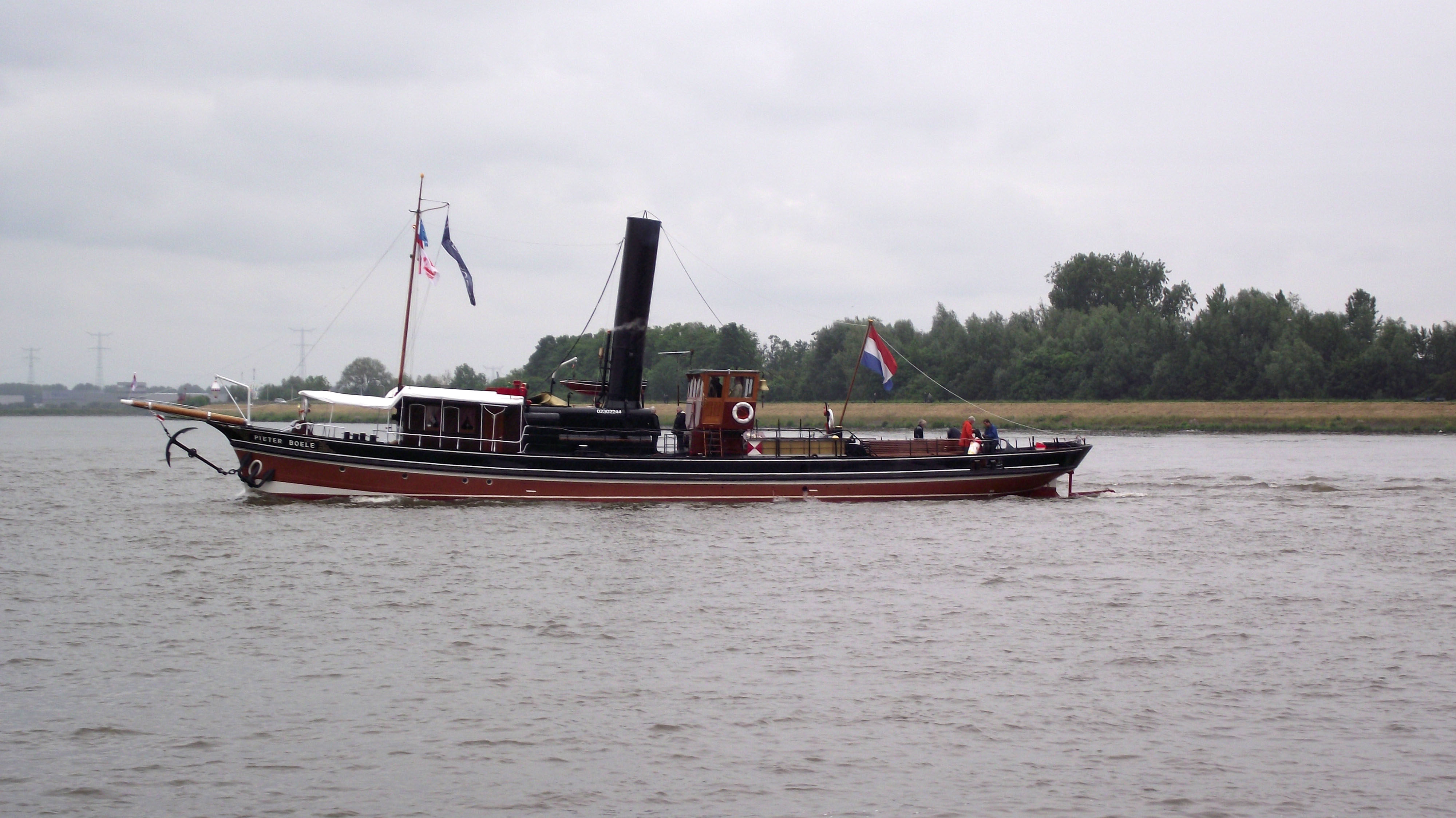
Stoomboot Pieter Boele (2012)
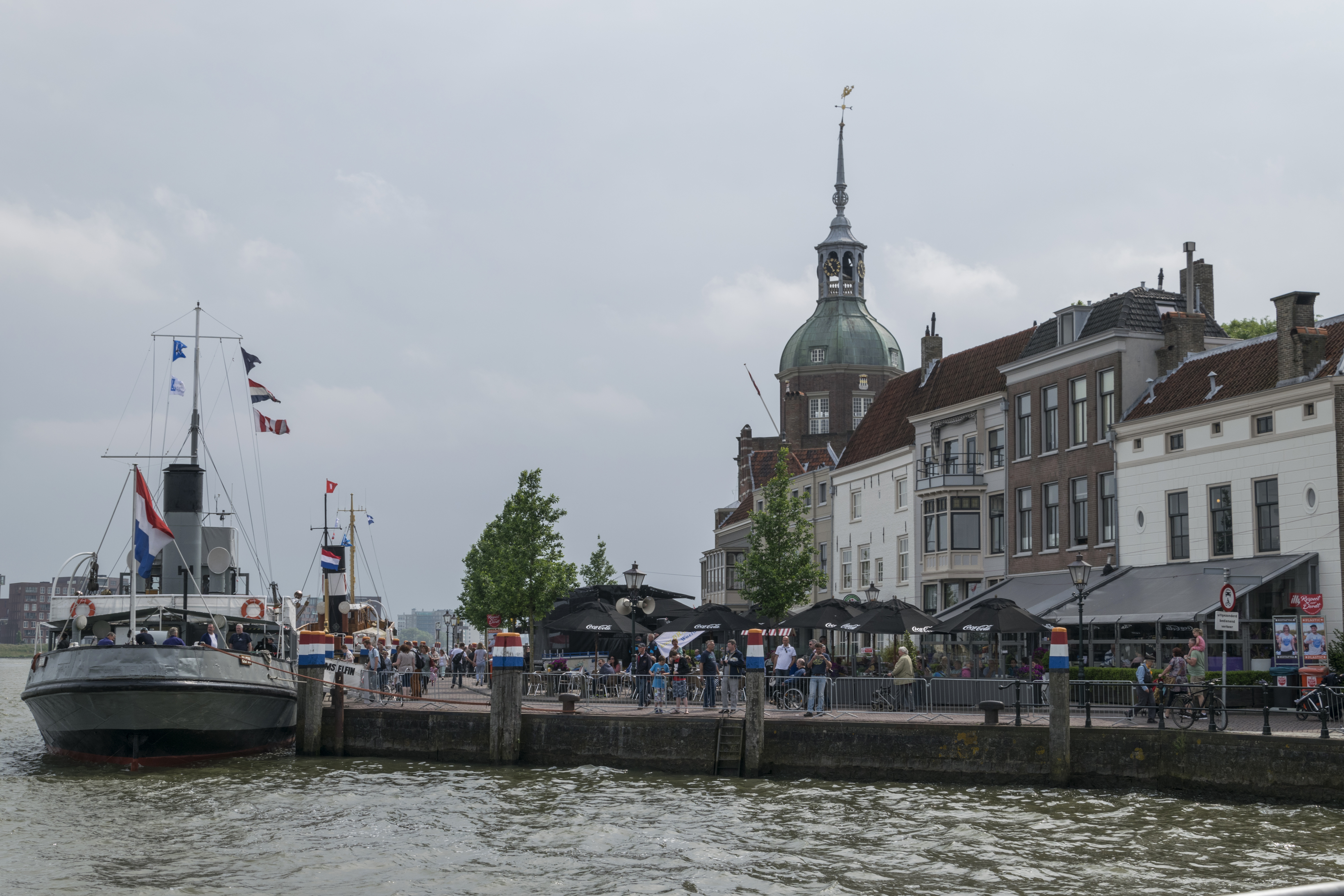
Een stoomboot (2016)
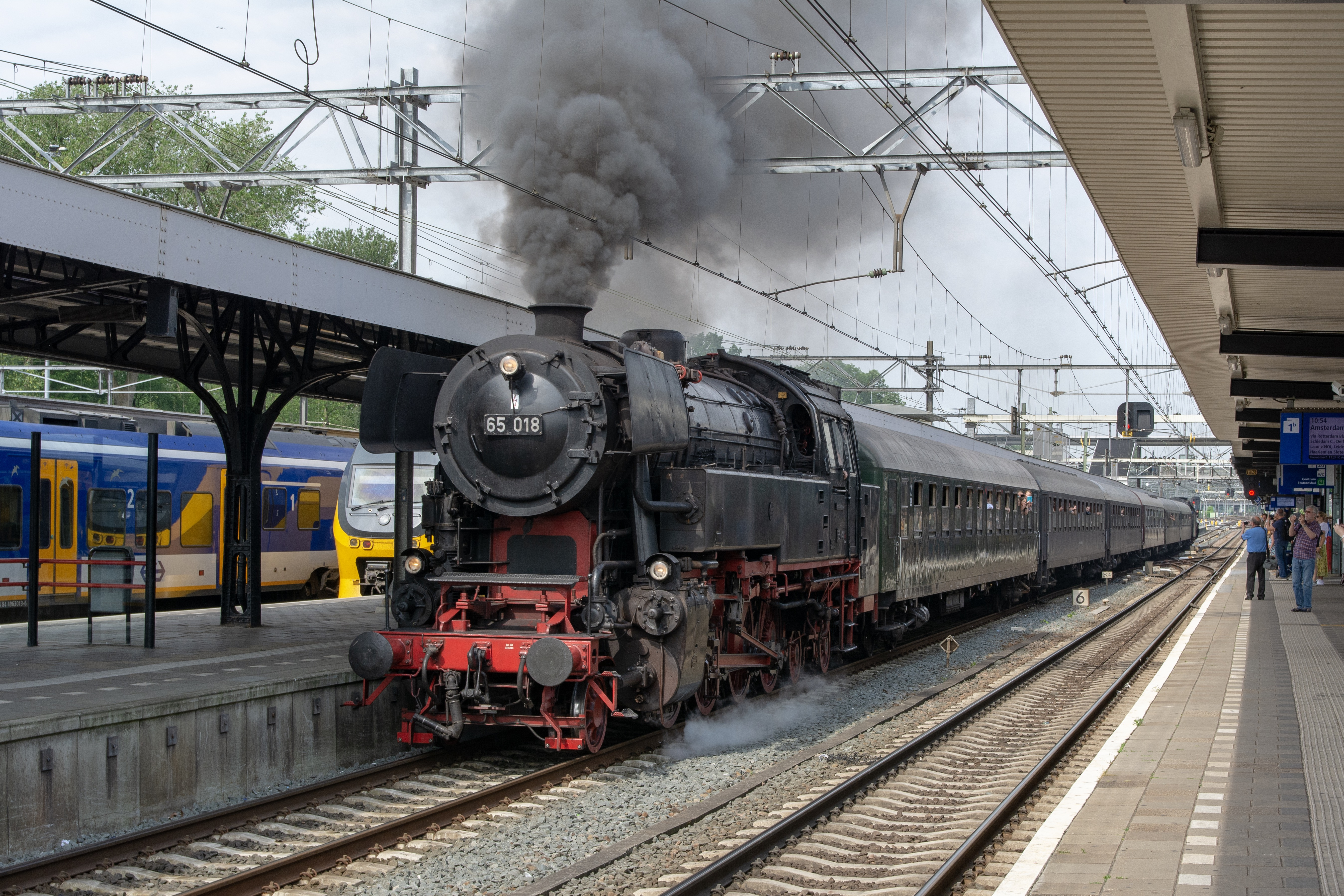
Stoomtrein SSN 65 018 (2018)